# 郝昭成
郝昭成（1944年8月—），男，汉族，山东肥城人，中华人民共和国政治人物，曾任国家税务总局副局长，第十届全国政协委员。